# Estadio Hougang
El Estadio Hougang (en chino: 后港体育场; en inglés: Hougang Stadium)  es un estadio de usos múltiples en Hougang, en el país asiático de Singapur. Actualmente se utiliza sobre todo para los partidos de fútbol y es el estadio sede del equipo Hougang United FC en la S-League. El público puede utilizar las instalaciones de 4:30 a. m. a 8:30 p. m. todos los días a menos que esté reservado exclusivamente para un evento deportivo. El estadio tiene una capacidad de 3.000 personas. Este estadio también se utiliza para el Rugby desde el año 2012.